# Martin-chasseur de Tristram
Todiramphus tristami
Espèce
Statut de conservation UICN

 NE  : Non évalué
Le Martin-chasseur de Tristram (Todiramphus tristrami) est une espèce de passereaux de la famille des Alcedinidae.
Son nom commémore le pasteur et ornithologue britannique Henry Baker Tristram (1822-1906).

## Répartition et sous-espèces
Selon la classification de référence du Congrès ornithologique international (15.1, 2025) il se répartit en sept sous-espèces :
- T. t. nusae (Heinroth, 1902) — Lavongai, Nouvelle-Irlande et îlots satellites ;
- T. t. matthiae (Heinroth, 1902) — Mussau et Emirau ;
- T. t. stresemanni (Laubmann, 1923) — îles à l'ouest de la Nouvelle-Bretagne ;
- T. t. novaehiberniae (Hartert, 1925) — Nouvelle-Irlande (sud-ouest) ;
- T. t. bennetti (Ripley, 1947) — Nissan ;
- T. t. tristrami (Layard, 1880) — Nouvelle-Bretagne, Lolobau et Watom ;
- T. t. alberti (Rothschild & Hartert, 1905) — de Buka aux îles Florida et Guadalcanal.

## Systématique
Le nom valide complet (avec auteur) de ce taxon est Todiramphus tristrami (E.L.Layard, 1880).
L'espèce a été initialement classée dans le genre Halcyon sous le protonyme Halcyon tristrami E.L.Layard, 1880.
Ce taxon porte en français le nom vernaculaire ou normalisé suivant : Martin-chasseur de Tristram.